# Champcevrais
Champcevrais es una localidad y comuna francesa situada en la región de Borgoña, departamento de Yonne, en el distrito de Auxerre y cantón de Bléneau.

## Demografía
| 625 | 488 | 565 | 623 | 739 | 719 | 812 | 843 | 928 | 1 000 | 1 025 | 1 072 | 1 045 | 976 | 1 033 | 1 061 | 915 | 877 | 874 | 810 | 696 | 707 | 721 | 613 | 562 | 544 | 514 | 501 | 466 | 359 | 343 | 344 | 318 |
| Para los censos de 1962 a 1999 la población legal corresponde a la población sin duplicidades (Fuente: INSEE [Consultar]) |     |     |     |     |     |     |     |     |       |       |       |       |     |       |       |     |     |     |     |     |     |     |     |     |     |     |     |     |     |     |     |     |